# Sagara (Tanzania)
Sagara è una circoscrizione rurale (rural ward) della Tanzania situata nel distretto di Kongwa, regione di Dodoma. Conta una popolazione di 22 066 abitanti (censimento 2012).